# OECD-Richtlinien zur Prüfung von Chemikalien
Die OECD-Richtlinien zur Prüfung von Chemikalien sind von der OECD entwickelte Prüfmethoden, die der Ermittlung und Charakterisierung potentieller Gefahrenquellen dienen, die von Chemikalien ausgehen. Sie werden von Regulierungsbehörden und Prüflaboren zur Registrierung, Bewertung, Zulassung und Beschränkung von bekannten und neu entwickelten Chemikalien eingesetzt. OECD-Mitgliedstaaten setzen die Richtlinien in nationales Recht um. In der Europäischen Union basiert die REACH-Verordnung auf den OECD-Richtlinien. Die OECD-Richtlinien werden bei Bedarf an den Stand der Technik angepasst.

## Bereiche
Die OECD-Richtlinien sind in fünf Bereiche unterteilt:
- 1: Physikochemische Eigenschaften
- 2: Auswirkungen auf biologische Systeme
- 3: Abbau und Anreicherung
- 4: Auswirkungen auf die Gesundheit
- 5: Übrige Richtlinien

Die Richtlinien haben dreistellige Nummern, wovon sich die erste Stelle auf den Bereich bezieht. Bei einigen ist am Ende zusätzlich ein Buchstabe angegeben.

### 1: Physikochemische Eigenschaften
| Nummer | Titel (engl.) |
| ------ | --- |
| 101    | UV-VIS Absorption Spectra |
| 102    | Melting Point/Melting Range |
| 103    | Boiling Point |
| 104    | Vapour Pressure |
| 105    | Water Solubility |
| 106    | Adsorption – Desorption Using a Batch Equilibrium Method                                                                                   |
| 107    | Partition Coefficient (n-octanol/water): Shake Flask Method                                                                                |
| 108    | Complex Formation Ability in Water |
| 109    | Density of Liquids and Solids |
| 110    | Particle Size Distribution / Fibre Length and Diameter Distributions                                                                       |
| 111    | Hydrolysis as a Function of pH |
| 112    | Dissociation Constants in Water |
| 113    | Screening Test for Thermal Stability and Stability in Air                                                                                  |
| 114    | Viscosity of Liquids |
| 115    | Surface Tension of Aqueous Solutions |
| 116    | Fat Solubility of Solid and Liquid Substances                                                                                              |
| 117    | Partition Coefficient (n-octanol/water), HPLC Method                                                                                       |
| 118    | Determination of the Number-Average Molecular Weight and the Molecular Weight Distribution of Polymers using Gel Permeation Chromatography |
| 119    | Determination of the Low Molecular Weight Content of a Polymer Using Gel Permeation Chromatography                                         |
| 120    | Solution/Extraction Behaviour of Polymers in Water                                                                                         |
| 121    | Estimation of the Adsorption Coefficient (KOC) on Soil and on Sewage Sludge using High Performance Liquid Chromatography (HPLC)            |
| 122    | Determination of pH, Acidity and Alkalinity                                                                                                |
| 123    | Partition Coefficient (1-Octanol/Water): Slow-Stirring Method                                                                              |

### 2: Auswirkungen auf biologische Systeme
| Nummer | Titel (engl.) |
| ------ | --- |
| 201    | Freshwater Alga and Cyanobacteria, Growth Inhibition Test |
| 202    | Daphnia sp. Acute Immobilisation Test |
| 203    | Fish, Acute Toxicity Test |
| 204    | Fish, Prolonged Toxicity Test: 14-Day Study |
| 205    | Avian Dietary Toxicity Test |
| 206    | Avian Reproduction Test |
| 207    | Earthworm, Acute Toxicity Tests |
| 208    | Terrestrial Plant Test: Seedling Emergence and Seedling Growth Test                                                                                                  |
| 209    | Activated Sludge, Respiration Inhibition Test (Carbon and Ammonium Oxidation)                                                                                        |
| 210    | Fish, Early-life Stage Toxicity Test |
| 211    | Daphnia magna Reproduction Test |
| 212    | Fish, Short-term Toxicity Test on Embryo and Sac-Fry Stages |
| 213    | Honeybees, Acute Oral Toxicity Test |
| 214    | Honeybees, Acute Contact Toxicity Test |
| 215    | Fish, Juvenile Growth Test |
| 216    | Soil Microorganisms: Nitrogen Transformation Test |
| 217    | Soil Microorganisms: Carbon Transformation Test |
| 218    | Sediment-Water Chironomid Toxicity Using Spiked Sediment |
| 219    | Sediment-Water Chironomid Toxicity Using Spiked Water |
| 220    | Enchytraeid Reproduction Test |
| 221    | Lemna sp. Growth Inhibition Test |
| 222    | Earthworm Reproduction Test (Eisenia fetida/Eisenia andrei) |
| 223    | Avian Acute Oral Toxicity Test |
| 224    | Determination of the Inhibition of the Activity of Anaerobic Bacteria                                                                                                |
| 225    | Sediment-Water Lumbriculus Toxicity Test Using Spiked Sediment |
| 226    | Predatory mite (Hypoaspis aculeifer) reproduction test in soil |
| 227    | Terrestrial Plant Test: Vegetative Vigour Test |
| 228    | Determination of Developmental Toxicity of a Test Chemical to Dipteran Dung Flies (Scathophaga stercoraria L. (Scathophagidae), Musca autumnalis De Geer (Muscidae)) |
| 229    | Fish Short Term Reproduction Assay |
| 230    | 21-day Fish Assay |
| 231    | Amphibian Metamorphosis Assay |
| 232    | Collembolan Reproduction Test in Soil |
| 233    | Sediment-Water Chironomid Life-Cycle Toxicity Test Using Spiked Water or Spiked Sediment                                                                             |
| 234    | Fish Sexual Development Test |
| 235    | Chironomus sp., Acute Immobilisation Test |
| 236    | Fish Embryo Acute Toxicity (FET) Test |
| 237    | Honey Bee (Apis mellifera) Larval Toxicity Test, Single Exposure |
| 238    | Sediment-Free Myriophyllum spicatum Toxicity Test |
| 239    | Water-Sediment Myriophyllum spicatum Toxicity Test |
| 240    | Medaka Extended One Generation Reproduction Test (MEOGRT) |
| 241    | The Larval Amphibian Growth and Development Assay (LAGDA) |
| 242    | Potamopyrgus antipodarum Reproduction Test |
| 243    | Lymnaea stagnalis Reproduction Test |
| 244    | Protozoan Activated Sludge Inhibition Test |
| 245    | Honey Bee (Apis mellifera L.), Chronic Oral Toxicity Test (10-Day Feeding)                                                                                           |
| 246    | Bumblebee, Acute Contact Toxicity Test |
| 247    | Bumblebee, Acute Oral Toxicity Test |
| 248    | Xenopus Eleutheroembryonic Thyroid Assay (XETA) |
| 249    | Fish Cell Line Acute Toxicity – The RTgill-W1 cell line assay |
| 250    | EASZY assay – Detection of Endocrine Active Substances, acting through estrogen receptors, using transgenic tg(cyp19a1b:GFP) Zebrafish embrYos                       |

### 3: Abbau und Anreicherung
| Nummer | Titel (engl.)                                                                                            |
| ------ | --- |
| 301    | Ready Biodegradability                                                                                   |
| 302A   | Inherent Biodegradability: Modified SCAS Test                                                            |
| 302B   | Inherent Biodegradability: Zahn-Wellens / EVPA Test                                                      |
| 302C   | Inherent Biodegradability: Modified MITI Test (II)                                                       |
| 303    | Simulation Test – Aerobic Sewage Treatment – A: Activated Sludge Units; B: Biofilms                      |
| 304A   | Inherent Biodegradability in Soil                                                                        |
| 305    | Bioaccumulation in Fish: Aqueous and Dietary Exposure                                                    |
| 306    | Biodegradability in Seawater                                                                             |
| 307    | Aerobic and Anaerobic Transformation in Soil                                                             |
| 308    | Aerobic and Anaerobic Transformation in Aquatic Sediment Systems                                         |
| 309    | Aerobic Mineralisation in Surface Water – Simulation Biodegradation Test                                 |
| 310    | Ready Biodegradability – CO2 in sealed vessels (Headspace Test)                                          |
| 311    | Anaerobic Biodegradability of Organic Compounds in Digested Sludge: by Measurement of Gas Production     |
| 312    | Leaching in Soil Columns                                                                                 |
| 313    | Estimation of Emissions from Preservative – Treated Wood to the Environment                              |
| 314    | Simulation Tests to Assess the Biodegradability of Chemicals Discharged in Wastewater                    |
| 315    | Bioaccumulation in Sediment-dwelling Benthic Oligochaetes                                                |
| 316    | Phototransformation of Chemicals in Water – Direct Photolysis                                            |
| 317    | Bioaccumulation in Terrestrial Oligochaetes                                                              |
| 318    | Dispersion Stability of Nanomaterials in Simulated Environmental Media                                   |
| 319A   | Determination of in vitro intrinsic clearance using cryopreserved rainbow trout hepatocytes (RT-HEP)     |
| 319B   | Determination of in vitro intrinsic clearance using rainbow trout liver S9 sub-cellular fraction (RT-S9) |

### 4: Auswirkungen auf die Gesundheit
| Nummer | Titel (engl.) |
| ------ | --- |
| 401    | Acute Oral Toxicity |
| 402    | Acute Dermal Toxicity |
| 403    | Acute Inhalation Toxicity |
| 404    | Acute Dermal Irritation/Corrosion |
| 405    | Acute Eye Irritation/Corrosion |
| 406    | Skin Sensitisation |
| 407    | Repeated Dose 28-day Oral Toxicity Study in Rodents |
| 408    | Repeated Dose 90-Day Oral Toxicity Study in Rodents |
| 409    | Repeated Dose 90-Day Oral Toxicity Study in Non-Rodents |
| 410    | Repeated Dose Dermal Toxicity: 21/28-day Study |
| 411    | Subchronic Dermal Toxicity: 90-day Study |
| 412    | Subacute Inhalation Toxicity: 28-Day Study |
| 413    | Subchronic Inhalation Toxicity: 90-day Study |
| 414    | Prenatal Development Toxicity Study |
| 415    | One-Generation Reproduction Toxicity Study |
| 416    | Two-Generation Reproduction Toxicity |
| 417    | Toxicokinetics |
| 418    | Delayed Neurotoxicity of Organophosphorus Substances Following Acute Exposure |
| 419    | Delayed Neurotoxicity of Organophosphorus Substances: 28-day Repeated Dose Study |
| 420    | Acute Oral Toxicity – Fixed Dose Procedure |
| 421    | Reproduction/Developmental Toxicity Screening Test |
| 422    | Combined Repeated Dose Toxicity Study with the Reproduction/Developmental Toxicity Screening Test |
| 423    | Acute Oral toxicity – Acute Toxic Class Method |
| 424    | Neurotoxicity Study in Rodents |
| 425    | Acute Oral Toxicity: Up-and-Down Procedure |
| 426    | Developmental Neurotoxicity Study |
| 427    | Skin Absorption: In Vivo Method |
| 428    | Skin Absorption: In Vitro Method |
| 429    | Skin Sensitisation |
| 430    | In Vitro Skin Corrosion: Transcutaneous Electrical Resistance Test Method (TER) |
| 431    | In Vitro Skin Corrosion: Reconstructed Human Epidermis (RHE) Test Method |
| 432    | In Vitro 3T3 NRU Phototoxicity Test |
| 435    | In Vitro Membrane Barrier Test Method for Skin Corrosion |
| 436    | Acute Inhalation Toxicity – Acute Toxic Class Method |
| 437    | Bovine Corneal Opacity and Permeability Test Method for Identifying i) Chemicals Inducing Serious Eye Damage and ii) Chemicals Not Requiring Classification for Eye Irritation or Serious Eye Damage |
| 438    | Isolated Chicken Eye Test Method for Identifying i) Chemicals Inducing Serious Eye Damage and ii) Chemicals Not Requiring Classification for Eye Irritation or Serious Eye Damage                    |
| 439    | In Vitro Skin Irritation: Reconstructed Human Epidermis Test Method |
| 440    | Uterotrophic Bioassay in Rodents |
| 441    | Hershberger Bioassay in Rats |
| 442A   | Skin Sensitization |
| 442B   | Skin Sensitization |
| 442C   | In Chemico Skin Sensitisation |
| 442D   | In Vitro Skin Sensitisation |
| 443    | Extended One-Generation Reproductive Toxicity Study |
| 451    | Carcinogenicity Studies |
| 452    | Chronic Toxicity Studies |
| 453    | Combined Chronic Toxicity/Carcinogenicity Studies |
| 455    | Performance-Based Test Guideline for Stably Transfected Transactivation In Vitro Assays to Detect Estrogen Receptor Agonists and Antagonists                                                         |
| 456    | H295R Steroidogenesis Assay |
| 457    | BG1Luc Estrogen Receptor Transactivation Test Method for Identifying Estrogen Receptor Agonists and Antagonists                                                                                      |
| 460    | Fluorescein Leakage Test Method for Identifying Ocular Corrosives and Severe Irritants |
| 471    | Bacterial Reverse Mutation Test |
| 473    | In Vitro Mammalian Chromosomal Aberration Test |
| 474    | Mammalian Erythrocyte Micronucleus Test |
| 475    | Mammalian Bone Marrow Chromosomal Aberration Test |
| 476    | In Vitro Mammalian Cell Gene Mutation Tests using the Hprt and xprt genes |
| 477    | Genetic Toxicology: Sex-Linked Recessive Lethal Test in Drosophila melanogaster |
| 478    | Rodent Dominant Lethal Test |
| 479    | Genetic Toxicology: In vitro Sister Chromatid Exchange Assay in Mammalian Cells |
| 480    | Genetic Toxicology: Saccharomyces cerevisiae, Gene Mutation Assay |
| 481    | Genetic Toxicology: Saacharomyces cerevisiae, Miotic Recombination Assay |
| 482    | Genetic Toxicology: DNA Damage and Repair, Unscheduled DNA Synthesis in Mammalian Cells in vitro |
| 483    | Mammalian Spermatogonial Chromosomal Aberration Test |
| 484    | Genetic Toxicology: Mouse Spot Test |
| 485    | Genetic toxicology, Mouse Heritable Translocation Assay |
| 486    | Unscheduled DNA Synthesis (UDS) Test with Mammalian Liver Cells in vivo |
| 487    | In Vitro Mammalian Cell Micronucleus Test |
| 488    | Transgenic Rodent Somatic and Germ Cell Gene Mutation Assays |
| 489    | In Vivo Mammalian Alkaline Comet Assay |
| 490    | In Vitro Mammalian Cell Gene Mutation Tests Using the Thymidine Kinase Gene |
| 491    | Short Time Exposure In Vitro Test Method for Identifying i) Chemicals Inducing Serious Eye Damage and ii) Chemicals Not Requiring Classification for Eye Irritation or Serious Eye Damage            |
| 492    | Reconstructed human Cornea-like Epithelium (RhCE) test method for identifying chemicals not requiring classification and labelling for eye irritation or serious eye damage                          |
| 493    | Performance-Based Test Guideline for Human Recombinant Estrogen Receptor (hrER) In Vitro Assays to Detect Chemicals with ER Binding Affinity                                                         |
| 494    | Vitrigel-Eye Irritancy Test Method for Identifying Chemicals Not Requiring Classification and Labelling for Eye Irritation or Serious Eye Damage                                                     |
| 495    | Ros (Reactive Oxygen Species) Assay for Photoreactivity |
| 496    | In vitro Macromolecular Test Method for Identifying Chemicals Inducing Serious Eye Damage and Chemicals Not Requiring Classification for Eye Irritation or Serious Eye Damage                        |
| 497    | Defined Approaches on Skin Sensitisation |
| 498    | In vitro Phototoxicity – Reconstructed Human Epidermis Phototoxicity test method |

### 5: Übrige Richtlinien
| Nummer | Titel (engl.)                                                                           |
| ------ | --------------------------------------------------------------------------------------- |
| 501    | Metabolism in Crops                                                                     |
| 502    | Metabolism in Rotational Crops                                                          |
| 503    | Metabolism in Livestock                                                                 |
| 504    | Residues in Rotational Crops (Limited Field Studies)                                    |
| 505    | Residues in Livestock                                                                   |
| 506    | Stability of Pesticide Residues in Stored Commodities                                   |
| 507    | Nature of the Pesticide Residues in Processed Commodities – High Temperature Hydrolysis |
| 508    | Magnitude of the Pesticide Residues in Processed Commodities                            |
| 509    | Crop Field Trial                                                                        |